# ピュージェットサウンド大学
ピュージェットサウンド大学（英語: University of Puget Sound、公用語表記: University of Puget Sound）は、アメリカ合衆国, ワシントン州, タコマに本部を置くアメリカ合衆国の私立大学。1888年創立、1888年大学設置。

## 概要
1888年に設立されたキリスト教プロテスタント系（合同メソジスト教会 United Methodist Church）で、リベラル・アーツ系の大学。